# فایل‌هیپو
فایل‌هیپو (به انگلیسی: FileHippo) وب‌گاهی اینترنتی برای دانلود رایگان‌افزارها و همچنین اشتراک‌افزارهایی در زمینه‌های گوناگون می‌باشد. این وب‌گاه در عین حال برنامهٔ کوچکی به نام چک‌کنندهٔ به‌روزبودن فایل‌هیپو (به انگلیسی: FileHippo Update Checker) را ارائه می‌دهد که با اسکن‌نمودن کامپیوتر کاربر و مقایسهٔ نگارش برنامه‌های نصب‌شده با آخرین نگارش موجود از همان برنامه در وب‌گاه فایل‌هیپو، فهرستی از برنامه‌های قابل ارتقا به نگارش بالاتر را برای کاربر نمایش می‌دهد که می‌تواند از این وب‌گاه دانلود و نصب نماید.
بنا بر گزارش‌های کوانت کاست این سایت ماهانه بیش از ۲ میلیون بازدیدکننده از ایالات متحده آمریکا دارد و الکسا از ژوئن ۲۰۰۹، فایل‌هیپو را در فهرست ۱۰۰۰ وب‌گاه برتر که بیشترین تعداد بازدید را دارند قرار داده است.